# Juge puîné
Le terme juge puîné (anglais : puisne justice) désigne un juge ordinaire ou un juge de rang inférieur d'un tribunal particulier. Ce terme est utilisé exclusivement dans les juridictions de common law, dans la juridiction de l'Angleterre et du Pays de Galles au sein du Royaume-Uni, ainsi que dans celle de l'Australie, du Canada, de l'Inde, du Pakistan, du territoire britannique d'outre-mer de Gibraltar, du Kenya, du Sri Lanka, d'Afrique du Sud et à Hong Kong. En Australie, le juge le plus ancien après le juge-en-chef des tribunaux supérieurs des États est appelé « juge puîné supérieur ».
Le terme est utilisé au Canada pour désigner un juge qui n’est pas juge en chef d’un tribunal. Il existe également des juges puînés dans les tribunaux provinciaux et à la Cour suprême du Canada. Le mot « puîné » est un mot quelque peu désuet qui signifie cadet.